# دارلين جارنر
دارلين جارنر (بالإنجليزية: Darlene Garner)‏ هي ناشِطة أمريكية، ولدت في القرن العشرين.